# Carnevale di Limoux

Il Carnevale di Limoux è un carnevale particolarissimo che si sviluppa a Limoux, piccolo paese della Linguadoca. È caratteristico per la sua alternanza di bande e Pierrots per l'intera settimana di carnevale.
Le feste cominciano nel mese di gennaio e si protraggono per tutti i fine settimana del mese di febbraio

## Storia
Secondo una tradizione che risalirebbe al XIV secolo il popolo festeggia, il martedì grasso la fine delle regalie al monastero di Prouille percorrendo le vie del paese lanciando in aria doni e farina.
Dal 1604 il carnevale si celebra a Limoux.

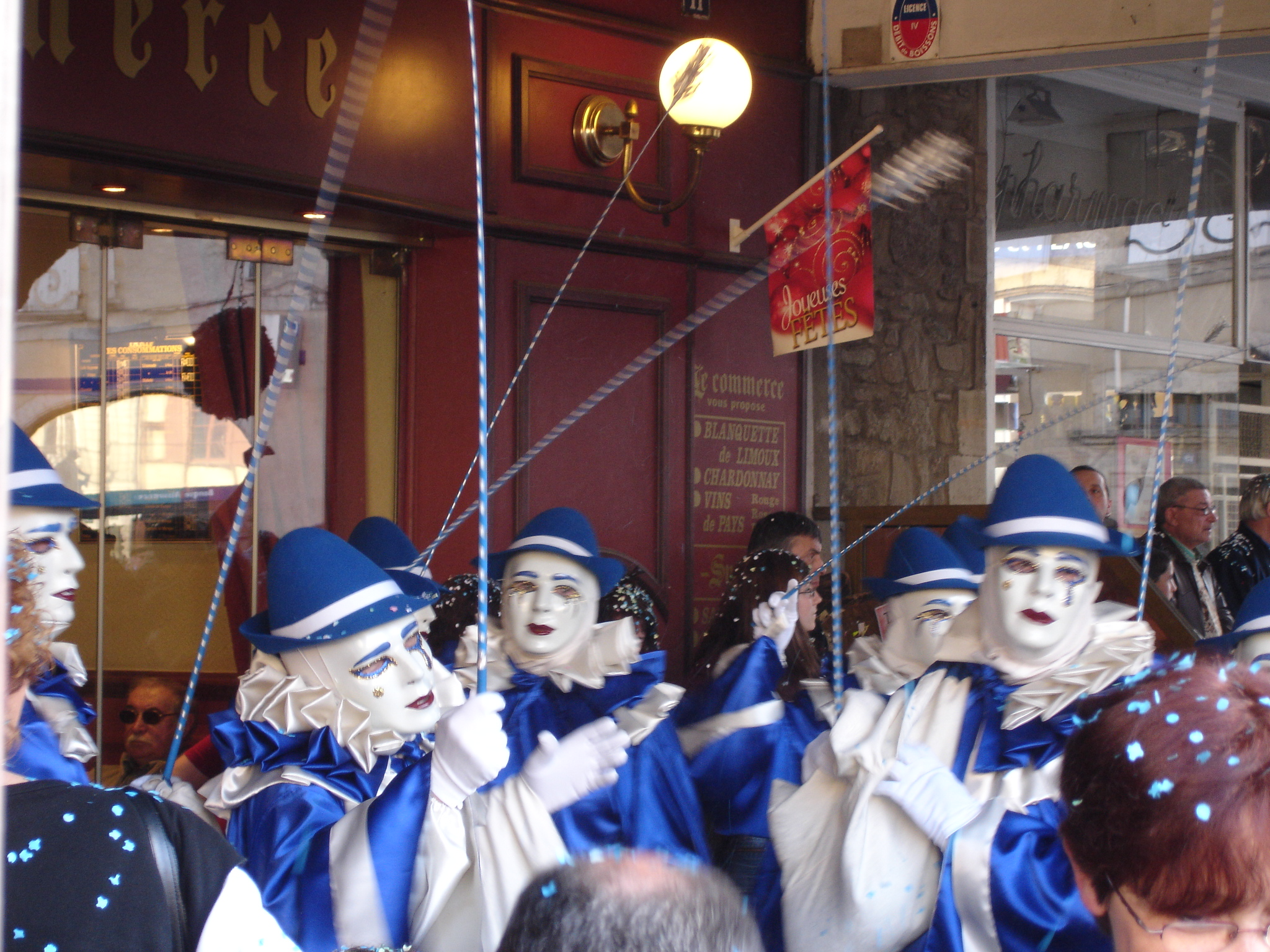
Una caratteristica Banda del Carnevale
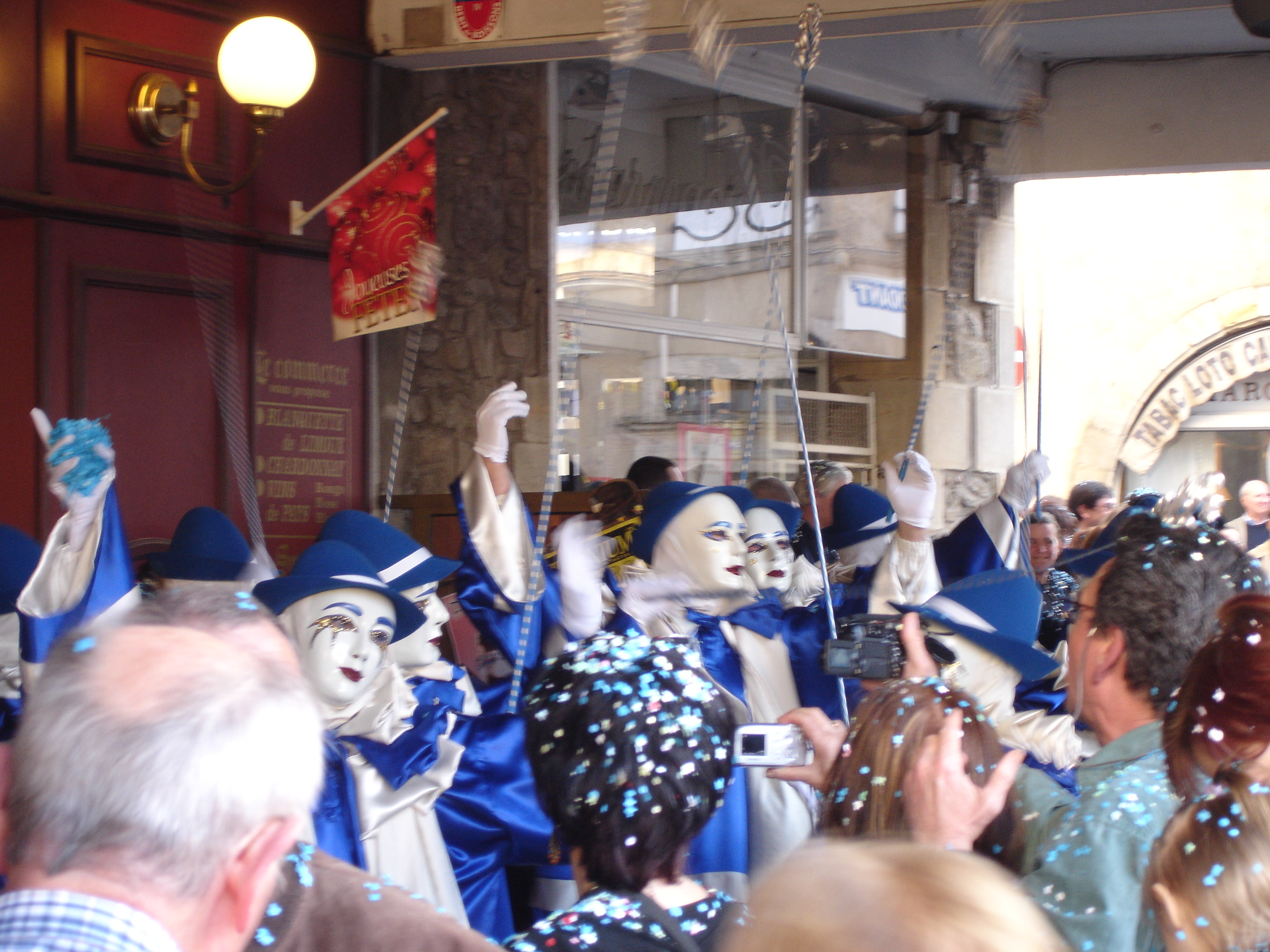
Una caratteristica Banda del Carnevale